# Biblioteca Aluísio Azevedo

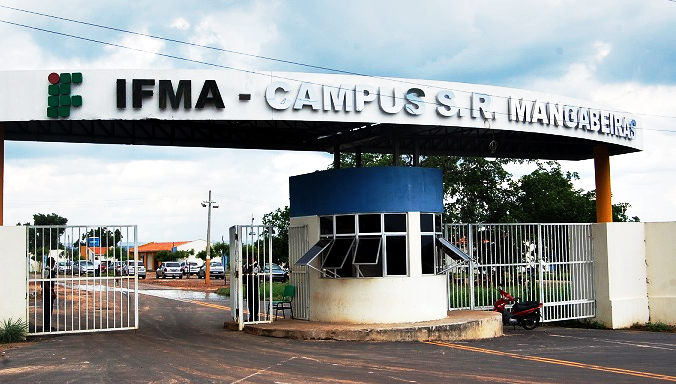
Imagem mostrando a entrada da cidade universitária do Instituto Federal do Maranhão.

A Biblioteca Aluísio Azevedo ou simplesmente Biblioteca do Campus Santa Inês é uma biblioteca localizada no primeiro pavimento do Bloco B do Instituto Federal do Maranhão, a área total da Biblioteca Aluísio Azevedo é 218,52 metros quadrados, a Biblioteca Aluísio Azevedo encontra-se dividida em cinco áreas; salão de estudo, recepção, acervo bibliográfico, sala de estudo em grupo e sala de processamento técnico.
Para dar suporte à estudos, a Biblioteca do Campus Santa Inês contém a sala de estudo em grupo, onde ela contém um total de 9 mesas e 36 cadeiras, 6 cabines individuais de estudo, 8 armários de guarda-volumes, 3 computadores e 10 tabletes.
A Biblioteca Aluísio Azevedo funciona de segunda à sexta, das 08:00 às 12:00 e das 14:00 às 21:00 horas, a equipe que administram a Biblioteca Aluísio Azevedo é composta por três servidores; um Bibliotecário e dois técnicos administrativos. Para auxiliar nas atividades técnicas, a Biblioteca Aluísio Azevedo contém os seguintes equipamentos; três computadores, uma impressora, 2 leitores de mesa RFID, um leitor portátil e uma antena antifurto.
A Biblioteca Aluísio Azevedo atende aos professores, alunos, servidores técnicos-administrativos do Instituto Federal do Maranhão e às pessoas da comunidade local.
A Biblioteca Aluísio Azevedo também contem um sítio eletrônico, onde pode se encontrar informações com pesquisas simples e complexas, onde também a pesquisa no sítio eletrônico pode ser feita por título ou por autor, assunto, ano, classificação, ISBN, curso, etc. O usuários que tem login no serviço do sítio eletrônico da  Biblioteca Aluísio Azevedo podem personalizar seu perfil, visualizar informações sobre empréstimo, multa, reservas, sugerir material, gerar listas de livros favoritos, definir áreas de interesse para receber avisos de novas aquisições e etc. o mesmo está disponível na hiperligação; https://santaines.ifma.edu.br/ibiblio/.